# Le Jour du désespoir
Pour plus de détails, voir Fiche technique et Distribution.
Le Jour du désespoir (O Dia do Desespero) est un film portugais réalisé par Manoel de Oliveira, sorti en 1992.
Le film raconte les dernières années de la vie de l'écrivain portugais Camilo Castelo Branco (1826-1890).

## Fiche technique
- Titre original : O Dia do Desespero
- Titre français : Le Jour du désespoir
- Réalisation : Manoel de Oliveira
- Scénario : Manoel de Oliveira
- Pays d'origine : Portugal
- Format : Couleurs - 35 mm - 1,66:1 - Dolby
- Genre : Film biographique, Film dramatique
- Durée : 75 minutes
- Date de sortie : 1992

## Distribution
- Mário Barroso : Camilo Castelo Branco
- Teresa Madruga : Ana Plácido
- Luís Miguel Cintra : Freitas Fortuna
- Diogo Dória : docteur Edmundo Magalhães